# HOMO en LUMO
HOMO en LUMO zijn Engelse acroniemen voor respectievelijk Highest Occupied Molecular Orbital (hoogste bezette moleculaire orbitaal) en  Lowest Unoccupied Molecular Orbital (laagste vrije moleculaire orbitaal). De termen zijn voor het eerst gebruikt door de Japanse Nobelprijswinnaar Kenichi Fukui in de door hem ontwikkelde grensorbitaaltheorie (ook FOT of Frontier Orbital Theory genoemd).
Het verschil in energie tussen de HOMO en de LUMO, de band gap, kan soms gebruikt worden om vast te stellen welke elektromagnetische straling (kleur licht) in staat is het molecuul in een aangeslagen toestand te laten overgaan: hoe kleiner het energieverschil, hoe langer de benodigde golflengte, hoe roder het noodzakelijke licht. De grootte van de band-gap zegt niet direct iets over het gemak waarmee de aangeslagen toestand bereikt kan worden. Als HOMO en LUMO ruimtelijk weinig overlap hebben is de kans klein dat een elektron van de ene baan in de andere terechtkomt.
Het HOMO-niveau is bij organische halfgeleiders wat de valentieband is bij de anorganische halfgeleiders. Een gelijksoortige analogie gaat op tussen de LUMO en de geleidingsband. Het energieverschil tussen HOMO en LUMO is dan de band gap.
Als moleculen dimeren of aggregaten vormen, zorgt de nabijheid van de verschillende LUMO- en HOMO-niveaus van de verschillende moleculen voor het opsplitsen van de HOMO- en LUMO-niveaus. Deze splitsing leidt tot een even groot aantal subniveaus als er moleculen in het aggregaat zijn. Als erg veel moleculen deel uitmaken van het aggregaat komen de afzonderlijke niveaus zo dicht bij elkaar te liggen dat het onderscheid tussen twee niveaus steeds vager wordt, er wordt een continuüm of band gevormd.